# Missio
Missio (a menudo estilizado como MISSIO ) es un dúo estadounidense de música electrónica alternativa formado en 2014 en Austin, Texas. Lo conforman su fundador Matthew Brue (cantante/compositor/productor) y David Butler (compositor/productor). 

## Historia
El vocalista y compositor Matthew Brue formó Missio en 2015. Bajo este nombre participó como solista en las canciones "Nostalgia" y "Darling" de la banda Said the Sky. Tras finalizar sus primeros demos personales, contrató a su amigo, el productor e ingeniero local David Butler para colaborar en su primer EP. Fue lanzado en noviembre de 2016 y logró popularidad entre los usuarios de internet. Ese mismo año ambos debutaron bajo el nombre de MISSIO en el festival SXSW. En julio Butler se unió oficialmente al proyecto. En una entrevista, Brue explicó que el nombre MISSIO viene del latín "misión". Esta palabra, tatuada en uno de sus brazos, es significativa ya que le recuerda al periodo de su vida en el que estaba recuperándose de una adicción.
En 2017 firmaron un contrato con RCA Records y lanzaron su primer sencillo "Middle Fingers", que alcanzó en n.º siete en la lista Alternative Airplay de Billboard. El 19 de mayo publicaron su álbum debut, Loner. El 18 de septiembre de 2018 el dúo anunció en su cuenta oficial de Facebook que el segundo álbum estaba completo. Seis meses más tarde, el 15 de marzo confirmaron el título, The Darker the Weather // The Better the Man, y salió a la venta el 12 de abril de 2019. Este contiene 13 canciones.
El 24 de junio de 2020 dieron a conocer el sencillo "Wolves", canción que alcanzó la posición número uno en la lista musical AltNation Alt18 Countdown de la radio SiriusXM. Publicaron tres sencillos más, "Hoodie Up" el 29 de julio, "Can You Feel the Sun" y "Don't Forget to Open Your Eyes" el 9 de septiembre. Ese mismo día revelaron que su tercer álbum, también llamado Can You Feel the Sun, junto con diez canciones saldría a la venta el 23 de octubre de 2020.

## Discografía

### Álbumes
- Loner (2017)
- The Darker the Weather // The Better the Man (2019)
- Can You Feel the Sun (2020)
- VILLAIN (2022)

### EPs
- Skeletons: Part 1 (2017)
- Skeletons: Part 2 (2018)
- Skeletons: Part 3 (2021)
- I Am Sad (2023)
- I Am High (2023)

### Sencillos
| Año                                                                | Título                           | Mejor puesto en las listas | Mejor puesto en las listas | Mejor puesto en las listas | Mejor puesto en las listas | Certificaciones | Álbum                                        |
| Año                                                                | Título                           | US Alt.                    | US Main.                   | US Rock                    | US Rock Airplay            | Certificaciones | Álbum                                        |
| ------------------------------------------------------------------ | -------------------------------- | -------------------------- | -------------------------- | -------------------------- | -------------------------- | --------------- | -------------------------------------------- |
| 2017                                                               | "Middle Fingers"                 | 9                          | 16                         | 18                         | 10                         |                 | Loner                                        |
| 2017                                                               | "Everybody Gets High"            | —                          | —                          | —                          | —                          | - RIAA : Oro    | Loner                                        |
| 2017                                                               | "Bottom of the Deep Blue Sea"    | 34                         | —                          | —                          | —                          |                 | Loner                                        |
| 2017                                                               | "Kamikazee"                      | —                          | —                          | —                          | —                          |                 | Loner                                        |
| 2018                                                               | "I Run to You"                   | —                          | —                          | —                          | —                          |                 | Skeletons: Parte II                          |
| 2019                                                               | "I See You"                      | 32                         | —                          | —                          | —                          |                 | The Darker the Weather // The Better the Man |
| 2019                                                               | "Sing to Me"                     | —                          | —                          | —                          | —                          |                 | Death Stranding:Timefall                     |
| 2020                                                               | "Wolves"                         | —                          | —                          | —                          | —                          |                 | Can You Feel the Sun                         |
| 2020                                                               | "Hoodie Up"                      | —                          | —                          | —                          | —                          |                 | Can You Feel the Sun                         |
| 2020                                                               | "Don't Forget to Open Your Eyes" | —                          | —                          | —                          | —                          |                 | Can You Feel the Sun                         |
| 2020                                                               | "Can You Feel the Sun"           | —                          | —                          | —                          | —                          |                 | Can You Feel the Sun                         |
| 2022                                                               | "Say Something"                  | —                          | —                          | —                          | —                          |                 |                                              |
| "—" denota sencillos que no llegaron a las listas o no se lanzaron |                                  |                            |                            |                            |                            |                 |                                              |

## Vídeos musicales
| Título                         | Año  | Director(es)  |
| ------------------------------ | ---- | ------------- |
| Middle Fingers                 | 2017 | Nick Pirovano |
| KDV                            | 2017 | -             |
| Bottom of the Deep Blue Sea    | 2017 | Nick Pirovano |
| Can I Exist                    | 2017 | Jeff Ray      |
| Twisted                        | 2018 | -             |
| Rad Drugz                      | 2019 | -             |
| I See You                      | 2019 | Ben Fee       |
| Wolves                         | 2020 | Diego Lozano  |
| Hoodie Up                      | 2020 | Diego Lozano  |
| Don't Forget To Open Your Eyes | 2020 | Diego Lozano  |
| VAGABOND                       | 2020 | Diego Lozano  |
| Losing My Mind                 | 2020 | Diego Lozano  |
| Roman Empire                   | 2020 | Diego Lozano  |
| Cry Baby feat. Paul Wall       | 2020 | Diego Lozano  |
| Say Something                  | 2022 | Blake Nelson  |

- Giras - 

### Gira Rad Drugz (2019)
| Fecha(s)            | Ciudad                  | Evento               | Fecha(s)            | Ciudad                  | Evento                 |
| ------------------- | ----------------------- | -------------------- | ------------------- | ----------------------- | ---------------------- |
| 2 de abril de 2019  | Phoenix, Arizona        | Crescent Ballroom    | 27 de abril de 2019 | Cambridge, MA           | The Sinclair           |
| 3 de abril de 2019  | San Diego, California   | Music Box            | 30 de abril de 2019 | Nueva York, NY          | Bowery Ballroom        |
| 4 de abril de 2019  | Los Ángeles, California | El Rey Theatre       | 1 de mayo de 2019   | Filadelfia, Pensilvania | First Unitarian Church |
| 6 de abril de 2019  | San Francisco, CA       | The Independent      | 2 de mayo de 2019   | Washington D. C.        | 9:30 Club              |
| 8 de abril de 2019  | Portland, Oregón        | Hawthorne Theatre    | 3 de mayo de 2019   | Charlotte, NC           | The Underground        |
| 9 de abril de 2019  | Vancouver, BC (Canadá)  | Biltmore Cabaret     | 7 de mayo de 2019   | Nashville, Tennessee    | The Basement East      |
| 10 de abril de 2019 | Seattle, WA             | Neumos               | 9 de mayo de 2019   | ciudad de oklahoma, ok  | Tower Theatre          |
| 13 de abril de 2019 | Denver, Colorado        | Summit               | 10 de mayo de 2019  | Austin, Texas           | emo                    |
| 15 de abril de 2019 | Kansas City, MO         | Recordbar            | 11 de mayo de 2019  | Dallas, TX              | Granada Theatre        |
| 16 de abril de 2019 | San Pablo, MN           | Amsterdam Bar & Hall | 17 de mayo de 2019  | Berlín, (Alemania)      | Maze                   |
| 18 de abril de 2019 | Milwaukee, WI           | The Rave             | 18 de mayo de 2019  | Colonia, (Alemania)     | Artheatre              |
| 19 de abril de 2019 | Detroit, MI             | St.Andrew's Hall     | 20 de mayo de 2019  | Ámsterdam, (Holanda)    | Paradiso Small Hall    |
| 20 de abril de 2019 | Chicago, IL             | Metro                | 21 de mayo de 2019  | París, (Francia)        | La Boule Noire         |
| 22 de abril de 2019 | San Luis, MO            | Firebird             | 22 de mayo de 2019  | Londres, (Reino Unido)  | The Old Blue Last      |
| 25 de abril de 2019 | Toronto, ON (Canadá)    | The Mod Club         | 29 de mayo de 2019  | Zúrich, (Suiza)         | Eldorado               |
| 26 de abril de 2019 | Montreal, QC (Canadá)   | Theatre Fairmount    | 31 de mayo de 2019  | Estocolmo, (Suiza)      | Slaktkyrkan            |